# Atle-Klasse
Die Atle-Klasse ist eine Baureihe von Eisbrechern und besteht, je nach Sichtweise, aus drei schwedischen beziehungsweise zusätzlich zwei weiteren finnischen Schiffen. Die finnischen Schiffe sind auch unter der Bezeichnung Urho-Klasse bekannt.
Bei der Konstruktion dieser Schiffe wurden wesentliche Neuerungen im Eisbrecherbau eingeführt; dazu gehören eine hoch über dem Rumpf liegende Brücke mit 360-Grad-Rundumsicht und ein Hubschrauberlandeplatz. Alle Mannschaftsquartiere sind im Deckshaus untergebracht, um die Lärmbelastung beim Eisbrechen gering zu halten.

## Geschichte
Im Jahr 1971 beschloss der schwedische Reichstag, Eisbrecher bauen zu lassen, die den Bottenwiek ganzjährig schiffbar machen sollten. Für den Bau des ersten Schiffes wurden 60 Millionen schwedische Kronen bewilligt. Am 10. Mai 1971 erhielt Wärtsilä den Bauauftrag, 1974 konnte das erste der Schiffe, die Atli, in den Dienst gestellt werden. Hierdurch können seitdem alle Häfen bis zur Höhe von Umeå ganzjährig für den Verkehr offen gehalten werden.
Im Zusammenhang mit den Plänen für ein neues Stahlwerk in Luleå wurden Mitte der siebziger Jahre zwei neue Eisbrecher benötigt, um die Fahrrinne dorthin ganzjährig freizuhalten. Gleichzeitig bestellte Finnland zwei Eisbrecher der Klasse, die in Finnland als Urho-Klasse bezeichnet wird. Die vier Schiffe wurden 1975 und 1976 geliefert.

## Technische Beschreibung

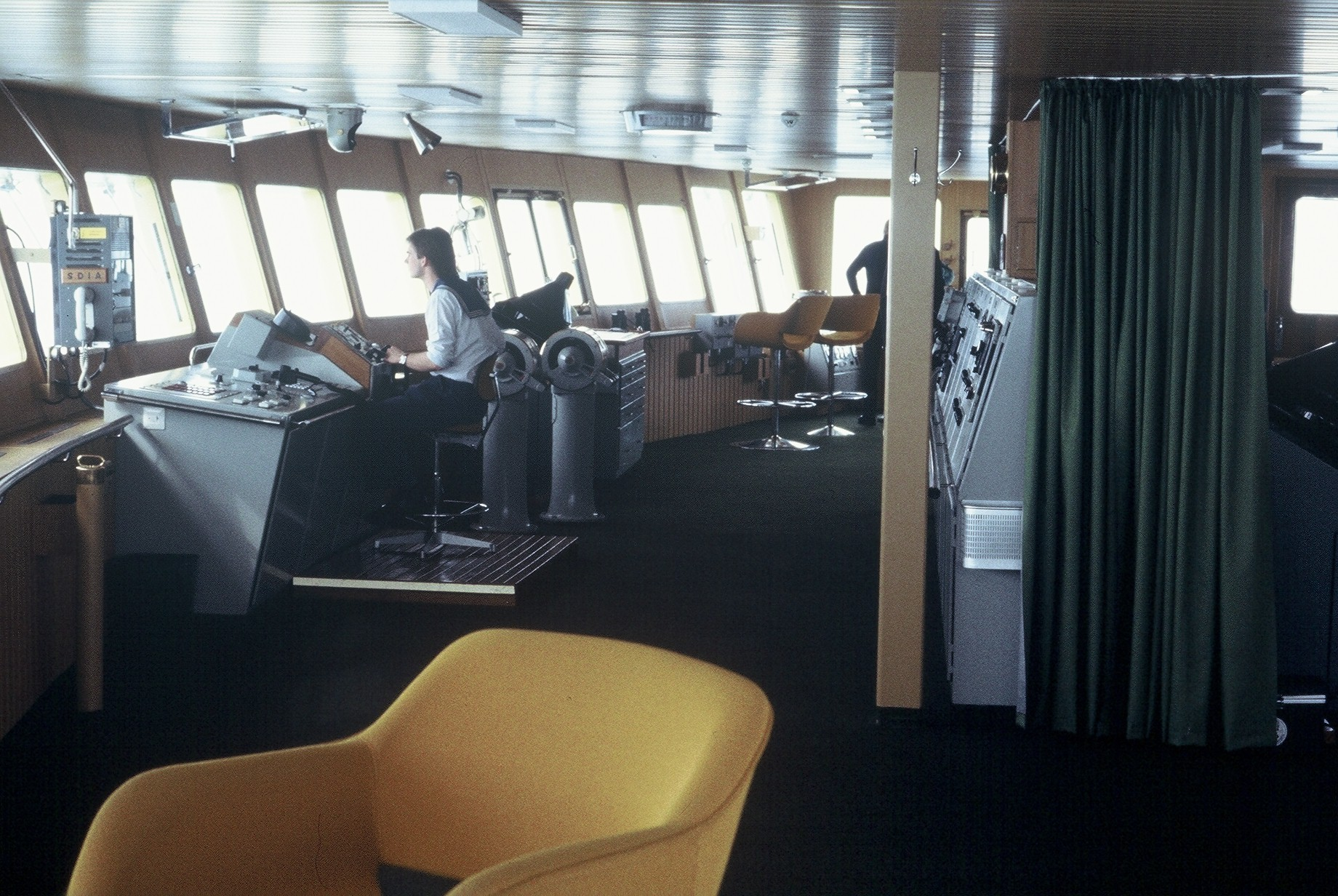
Auf der Brücke der Ymer, 1978

Die Atle-Klasse wurde so dimensioniert, dass Rumpf und Maschinen auch in einem harten Eiswinter dauerhaft in der Lage sind, alle in der Ostsee vorkommenden Eistypen und Dicken in kontinuierlicher Vorwärtsfahrt zu brechen.

### Rumpf
Die Atle-Klasse war der erste Eisbrecher-Typ von Wärtsilä, dessen Rumpfdesign mit Hilfe von Testmodellen optimiert werden konnte. Vorher waren nur theoretische Berechnungen möglich; jetzt wurde das Verhalten eines Modells z. B. im festen Eis oder in Rinnen getestet. Dieses führte dazu, dass die Schiffe trotz einer Breite von 24 Metern einen geringeren Eiswiderstand hatten als zum Beispiel die jeweils 21 Meter breiten Tor oder Njord. Die Materialstärke beträgt im Bug 32 mm, mittschiffs 28 mm und achtern 30 mm; der Abstand zwischen den Spanten beträgt 800 mm. Zum Bauzeitpunkt betrug die Höhe der Schiffe 47,3 Meter ab Kiel, also etwa 40 Meter ab Wasserlinie. Nach dem Bau der Sandöbrücke, die eine maximale Durchfahrtshöhe von 42 Metern hat, wurden 1989 die Masten auf 38 Metern verkürzt.

### Antrieb

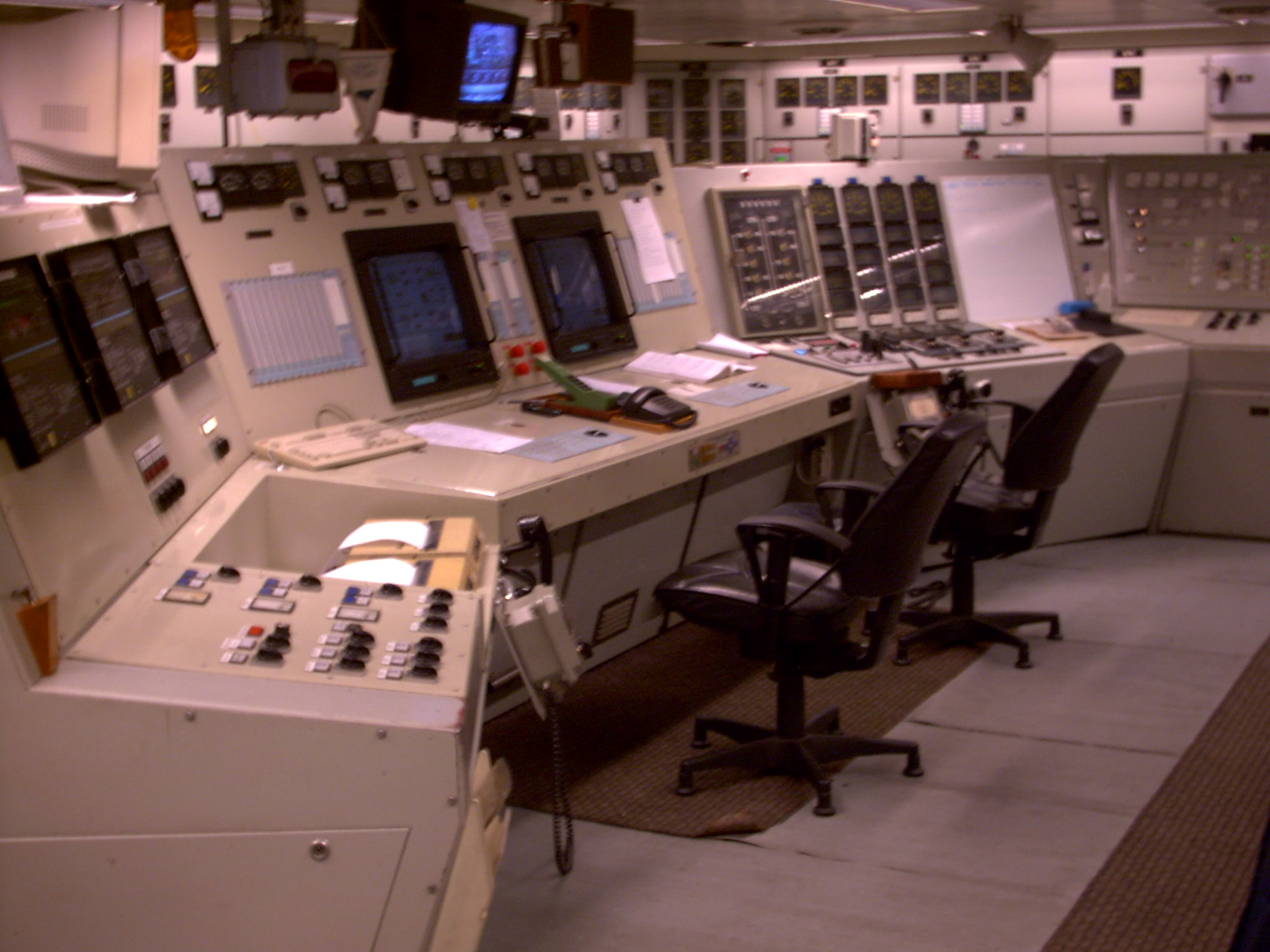
Maschinenkonntrollraum der Ymer 2004

Der Antrieb der Schiffe erfolgt dieselelektrisch mit fünf Wärtsilä-Pielstick 12PC2-5V-400 V-Motoren mit je 12 Zylindern und einer Antriebsleistung von 15,2 MW, die auf je zwei Generatoren wirken. Die gesamte Antriebsleistung wird auf 2 vordere und 2 hintere Festpropeller verteilt; als optimal zum Eisbrechen hat sich ein Anteil von 40 % der Frontpropeller erwiesen. Die vorderen Propeller sind einwärts gerichtet und befördern das Wasser unter den Schiffsrumpf, was dazu führt, dass es rund um den Rumpf wieder aufsteigt und die Reibung reduziert. Die hinteren Propeller sind auswärts gerichtet und schieben das gebrochene Eis unter die intakte Eisdecke, so dass die Fahrrinne eisfrei bleibt.

## Schiffe
| Bezeichnung | Klasse / Typ | Baujahr | Bauwerft           | Eigner                       | Dienstzeit | Verbleib | Bild |
| ----------- | ------------ | ------- | ------------------ | ---------------------------- | ---------- | -------- | ---- |
| Atle        | Atle-Klasse  | 1974    | Wärtsilä, Helsinki | schwedische Seefahrtsbehörde |            |          |      |
| Frej        | Atle-Klasse  | 1975    | Wärtsilä, Helsinki | schwedische Seefahrtsbehörde |            |          |      |
| Ymer        | Atle-Klasse  | 1977    | Wärtsilä, Helsinki | schwedische Seefahrtsbehörde | seit 1977  |          |      |
| Sisu        | Urho-Klasse  | 1975    | Wärtsilä, Helsinki | Arctia Shipping Oy           | seit 1976  |          |      |
| Urho        | Urho-Klasse  | 1975    | Wärtsilä, Helsinki |                              | seit 1975  |          |      |

## Besatzung

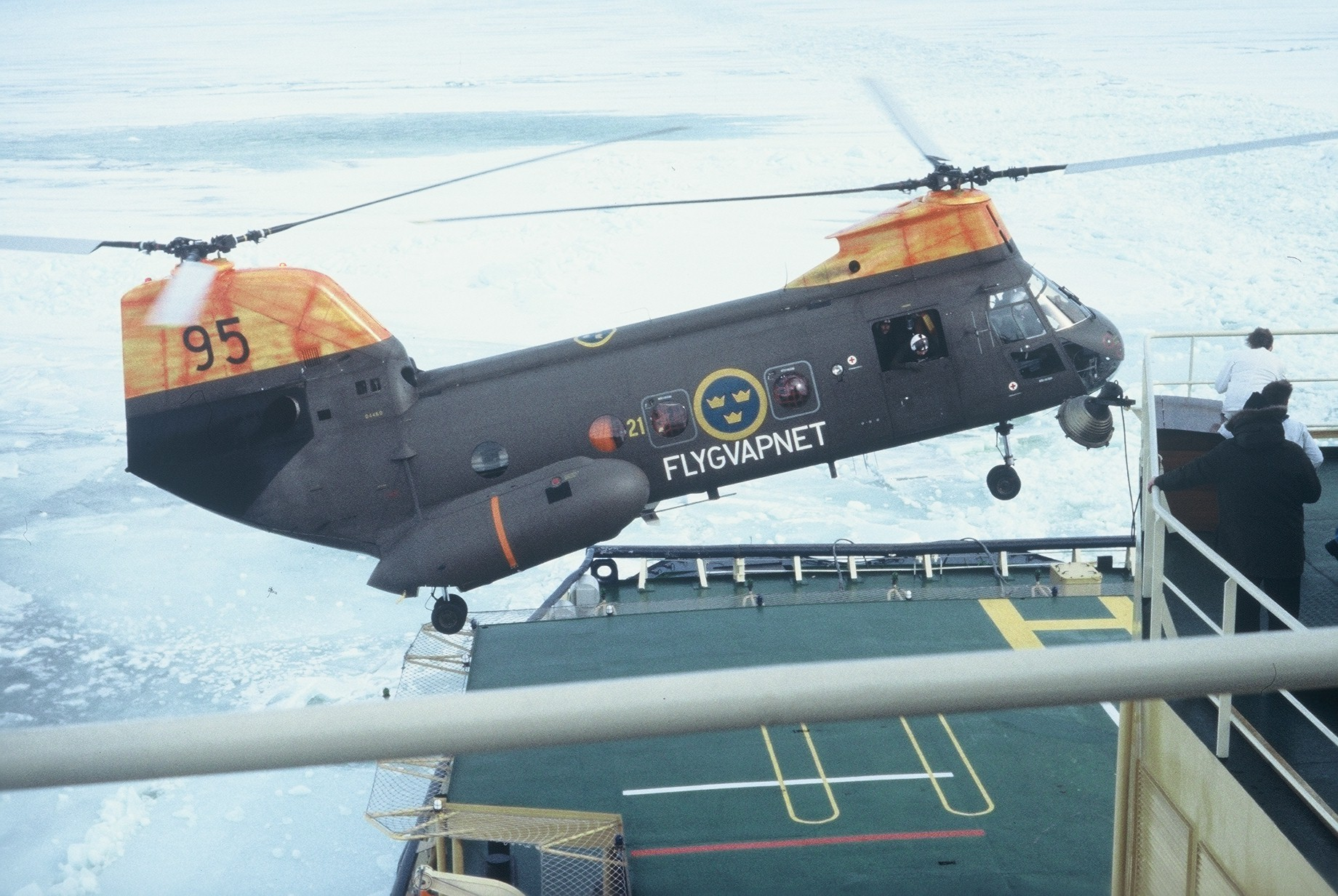
Wachablösung auf der Ymer mit einem Hkp 4

### Schwedische Eisbrecher (Atle-Klasse)
Die schwedischen Eisbrecher sind der schwedischen Seefahrtsbehörde zugeordnet; gleichzeitig waren sie bis in die 1990er Jahre aber auch Hilfsschiffe der schwedischen Marine, Abteilung Invasionsabwehr. Sie dienten dort als Minenräumboote. Aus diesem Grund befanden sich neben dem zivilen Teil der Mannschaft auch Militärangehörige an Bord. Die Schiffe dienten dabei auch als Ausbildungsschiffe für weitere Hilfsfahrzeuge der Marine. In dieser Zeit war die Besatzung in vier Blöcke aufgeteilt, drei dieser Blöcke machten Dienst auf See, während der vierte Teil an Land war. Der rotierende Blocktausch wurde regelmäßig per Helikopter vorgenommen, um dafür nicht die Eisbrecherfahrten der Schiffe unterbrechen zu müssen.
In den späten 1990er-Jahren wurde mit Beendigung des Kalten Krieges der militärische Teil der Mannschaft durch Mitglieder des Zivilschutzes ersetzt.

### Finnische Eisbrecher (Urho-Klasse)
Die Eisbrecher der finnischen Seefahrtsbehörde waren von Anfang an mit zivilem Personal bemannt. Gemäß dem Finnisch-Sowjetischen Vertrag von 1948 ist die finnischen Marine auf eine Stärke von 4500 Mann und eine Tonnage von 10.000 Tonnen begrenzt; die Eisbrecher fallen nicht unter dieses Kontingent.